# سازمان دولت‌های ترک
سازمان دولت‌های ترک یا سازمان کشورهای ترک که شورای تُرک هم نامیده می‌شود و پیش‌تر شورای همکاری کشورهای ترک نام داشت یک سازمان بین‌المللی متشکل از هشت کشور شامل ۷ کشور ترک‌زبان به همراه کشور مجارستان است. این سازمان، ۵ عضو و ۴ ناظر دارد. کشورهای ترکیه، جمهوری آذربایجان، قزاقستان، ازبکستان و قرقیزستان به عنوان اعضای این سازمان و کشورهای ترکمنستان، مجارستان، قبرس شمالی (فقط توسط ترکیه به عنوان کشور به رسمیت شناخته می‌شود) و همچنین سازمان همکاری اقتصادی، به عنوان ناظر در این سازمان حضور دارند. این شورا در ۳ اکتبر ۲۰۰۹ میلادی در شهر نخجوان با مشارکت چهار کشور ترکیه، آذربایجان، قزاقستان و قرقیزستان بنیان‌گذاری شد.

## محدودیت های جغرافیایی
به جز ترکیه، ۶ کشور دیگر این سازمان همگی محصور در خشکی هستند و به دریاهای آزاد راه ندارند و برای تجارت و حمل و نقل به روسیه و چین و کشورهای همسایه نیاز دارند. به جز ترکیه، قرقیزستان و بخشهای کوچکی از قزاقستان و جمهوری آذربایجان، بقیه کشورهای این سازمان از نظر ارتفاع جزو کشورهای کم ارتفاع هستند (فاقد کوه های بلند) و استپ‌ها و بیابان‌های خشک بخش بزرگی از مساحت این کشورها را تشکیل می‌دهد. بیش از سه چهارم مساحت قزاقستان، ازبکستان و ترکمنستان بیابانی و خشک و نیمه خشک هستند.

## تغییر نام
سازمان دولت‌های ترک پیش‌تر شورای همکاری کشورهای ترک نام داشت. در ۱۲ نوامبر ۲۰۲۱ رجب طیب اردوغان ضمن منصوب کردن بن‌علی یلدریم به سمت «ریش‌سفید ترکیه» در این شورا، نام آن را به سازمان دولت‌های ترک تغییر داد.

## تأثیرات
شورای همکاری کشورهای ترک زبان در رسیدن به هدف حفظ صلح و تقویت امنیت در منطقه آسیای مرکزی به موفقیت قابل توجهی دست یافته است و موجب نزدیکی بیشتر دولت‌های عضو، به خصوص دولت‌های آسیای میانه به یکدیگر شده است.
کشورهای عضو، در راستای تحکیم روابط ملت های خود، تبادلات فرهنگی و هنری قابل توجهی با يکديگر دارند.
دولت‌های آسیای مرکزی مانند قزاقستان، قرقیزستان، ازبکستان و ترکمنستان، به دلیل تاریخ و مذهب مشترک(اسلام سنی)، همچنین بدین دلیل که در مجاورت و همسایگی یکدیگر هستند؛ همبستگی و همگرایی بیشتری دارند.

## اعضا

### اعضای اصلی
| کشور               | جمعیت (۲۰۱۶) | مساحت(km2) | تولید ناخالص داخلی اسمی (میلیارد دلار) (۲۰۱۹) | سرانه تولید ناخالص داخلی اسمی (۲۰۱۹) |
| ------------------ | ------------ | ---------- | --------------------------------------------- | ------------------------------------ |
| ازبکستان           | ۳۱٬۴۴۶٬۷۹۵   | ۴۴۷٬۴۰۰    | ۵۸                                            | $۱٬۷۲۵                               |
| ترکیه              | ۷۹٬۵۱۲٬۴۲۶   | ۷۸۳٬۵۶۲    | ۷۵۴/۵                                         | $۹٬۰۴۲                               |
| جمهوری آذربایجان   | ۹٬۷۲۵٬۳۷۶    | ۸۶٬۶۰۰     | ۴۸                                            | $۴٬۷۹۴                               |
| قزاقستان           | ۱۷٬۹۸۷٬۷۳۶   | ۲٬۷۲۴٬۹۰۰  | ۱۸۰                                           | $۹٬۷۳۱                               |
| قرقیزستان          | ۵٬۹۵۵٬۷۳۴    | ۱۹۹٬۹۰۰    | ۸/۵                                           | $۱٬۳۰۹                               |
| سازمان دولت‌های ترک | ۱۴۴٬۶۲۸٬۰۶۷  | ۴٬۲۴۲٬۳۶۲  | ۱۰۴۹                                          | $۸٬۹۶۶                               |

### اعضای ناظر
| Country               | Accession | Population (۲۰۱۶) | Area (km2) | GDP (nominal)         | GDP (nominal)  | GDP (PPP)             | GDP (PPP)         |
| Country               | Accession | Population (۲۰۱۶) | Area (km2) | (USD million)         | Per capita ($) | (Int$)                | Per capita (Int$) |
| --------------------- | --------- | ----------------- | ---------- | --------------------- | -------------- | --------------------- | ----------------- |
| مجارستان              | 2018      | ۹٬۷۵۳٬۲۸۱         | 93,030     | ۱۳۹٬۱۳۵ میلیون (۲۰۱۷) | ۱۴٬۲۷۸ (۲۰۱۷)  | ۲۸۱٬۸۸۰ میلیون (۲۰۱۷) | ۲۸٬۷۹۹ (۲۰۱۷)     |
| ترکمنستان             | 2021      | ۵٬۶۶۲٬۵۴۴         | 491,210    | ۴۵٬۶۱۱ میلیون (۲۰۲۰)  | ۷٬۲۹۷ (۲۰۲۰)   | ۹۶٬۲۲۸ میلیون (۲۰۱۹)  | ۱۶٬۱۹۴ (۲۰۱۹)     |
| قبرس شمالی            | 2022      | 382,836           | 3,355      | ۴٬۲۳۴ میلیون (۲۰۱۸)   | ۱۴٬۶۴۸ (۲۰۲۲)  |                       |                   |
| سازمان همکاری اقتصادی | 2023      |                   |            |                       |                |                       |                   |

## دعوت از ایران برای عضویت در سازمان دولت‌های ترک
«دوغو پرینچک» رهبر «حزب وطن» ترکیه با برپایی یک کنفرانس مطبوعاتی ویژه در مقر حزب وطن در شهر آنکارا (در تاریخ ۱۹ آوریل ۲۰۲۳ میلادی) از تصمیم شورای مرکزی این حزب در مورد دعوت از دولت ایران برای پیوستن به روند الحاق به سازمان کشورهای ترک زبان خبر داد.